# JaG-12
Der JaG-12 (russisch ЯГ-12) war ein Lastkraftwagen des sowjetischen Herstellers Jaroslawski Gossudarstwenny Awtomobilny Sawod (später Jaroslawski Awtomobilny Sawod), 1932 wurde ein einziges Exemplar dieses Typs gefertigt. Er war einer der ersten Lastwagen weltweit mit vier Achsen und Allradantrieb (8×8). Vergleichbare Fahrzeuge wurden in der Sowjetunion erst weit nach dem Zweiten Weltkrieg in Serie produziert.

## Fahrzeugbeschreibung
Die Fertigung des Lastwagens, der von einem Kollektiv von Konstrukteuren aus dem Dreiachser JaG-10 entwickelt worden war, begann im November 1932. Ein Teil der Technik konnte zu diesem Zeitpunkt noch nicht von der sowjetischen Automobilindustrie geliefert werden, weswegen man bei Motor und Getriebe auf Teile aus dem Ausland zurückgriff. Der Lastwagen war das erste in der Sowjetunion hergestellte Fahrzeug mit vier Achsen und Allradantrieb.
Jeweils die beiden Vorder- und Hinterachsen befinden sich zusammen in einem Drehgestell, welches am Rahmen aufgehängt wurde. Dabei sind die Achsen gegeneinander starr, das komplette Gestell gegenüber dem Rahmen jedoch beweglich gelagert. Überfuhr der Lastwagen eine Bodenwelle, hing auf diese Weise keines der Räder in der Luft. Alle Achsen waren blattgefedert, beide Vorderachsen lenkbar. Letztere wurden als De-Dion-Achsen ausgeführt. Die Antriebskraft des Motors wurde über ein klassisches Vierganggetriebe und ein zweistufiges Verteilergetriebe mittels Kardanwellen an alle Achsen übertragen.
Im Jahr 1933 wurde das Fahrzeug ausgiebigen Tests unterzogen. Dabei wurden sowohl die Eigenschaften im Gelände als auch die Langzeiteigenschaften auf einer Probefahrt von ca. 10.000 Kilometer Länge bewertet. Als die Tests abgeschlossen waren, ging das Fahrzeug an Einheiten der Roten Armee in Saratow. Eine Serienfertigung wurde zwar in Erwägung gezogen, jedoch zu Gunsten einfacherer Konstruktionen abgelehnt. Über den Verbleib des JaG-12 ist nichts bekannt.

## Technische Daten
Für den JaG-12 von 1932.
- Motor: Sechszylinder Ottomotor
- Motortyp: Continental-22R
- Hubraum: 8190 cm³
- Leistung: 120 PS (88 kW) bei 2400 Umdrehungen pro Minute
- Getriebe: Brown-Lipe-554
  - Anzahl Vorwärtsgänge: 4 (durch das nachgeschaltete Verteilergetriebe effektiv 8)
  - Anzahl Rückwärtsgänge: 1 (durch das nachgeschaltete Verteilergetriebe effektiv 2)
- Verteilergetriebe: Zweistufig
- Tankinhalt: 164 l
- Verbrauch: 52 l/100 km unter guten Straßenbedingungen
- Höchstgeschwindigkeit: 45 km/h
- Sitzplätze: 3 in der Kabine + optional 30 auf der Ladefläche
- Maximal befahrbare Steigung: 30°
- Maximal durchfahrbare Schneehöhe: 50 cm
- Antriebsformel: 8×8

Maße und Gewichte
- Länge: 6586 mm
- Breite: 2390 mm
- Höhe: 2770 mm
- Bodenfreiheit: 320 mm

- Leergewicht: 8000 kg
- Zulässiges Gesamtgewicht: 20.000 kg
- Zuladung: 12.000 kg (8000 kg im Gelände)